# Voetbalkampioenschap van Sleeswijk-Holstein 1923/24
In 1923/24 werd het tweede voetbalkampioenschap van Sleeswijk-Holstein gespeeld, dat georganiseerd werd door de Noord-Duitse voetbalbond. 
Holstein Kiel werd kampioen en plaatste zich voor de Noord-Duitse eindronde. De club versloeg VfR Lübeck en plaatste zich voor de finalegroep waar ze derde werden op vijf teams.
De voetbalafdeling van sportclub Kieler TV 1885 werd zelfstandig onder de naam VfL 1923 Kiel. 

## Bezirksliga
| Plaats | Club                         | Wed. | W  | G | V  | Saldo | Ptn   |
| ------ | ---------------------------- | ---- | -- | - | -- | ----- | ----- |
| 1.     | KSV Holstein Kiel            | 13   | 12 | 1 | 0  | 46:7  | 25:1  |
| 2.     | FVgg 02 Kilia Kiel           | 12   | 11 | 1 | 0  | 57:10 | 23:1  |
| 3.     | SpV Hohenzollern-Hertha Kiel | 14   | 8  | 0 | 6  | 33:37 | 16:12 |
| 4.     | VfB Union-Teutonia 1908 Kiel | 13   | 5  | 2 | 6  | 25:23 | 12:14 |
| 5.     | VfL 1923 Kiel                | 13   | 6  | 0 | 7  | 27:34 | 12:14 |
| 6.     | FSV Borussia 03 Gaarden      | 14   | 4  | 1 | 9  | 20:36 | 9:19  |
| 7.     | SV Preußen 09 Itzehoe        | 13   | 2  | 1 | 10 | 13:55 | 5:21  |
| 8.     | SC Olympia 09 Neumünster     | 14   | 2  | 0 | 12 | 17:36 | 4:24  |

|  | Kampioen |